# رايبيسالبيس
بلدية رايبيسالبيس (بالإسبانية: Ribesalbes)‏، هي إحدى بلديات مقاطعة كاستيلون التي تقع في منطقة بلنسية، في شرق إسبانيا.
يبلغ عدد سكانها 1.342 نسمة وفقاً لإحصائية سنة (2006).